# Алльгой
Алльгой (або Альґой, Альгау від Albigau, altdeutscher Gau — «давньонімецька область», нім. Allgäu [ˈalɡɔʏ̯]) — передальпійський регіон між Боденським озером і річкою Лех, місцевість, де бере початок Іллер і в якій розташовані Альгойські Альпи з їхньою найвищою точкою Großer Krottenkopf (2657 м.). Більша частина належить Баварії, західна — Баден-Вюртембергу, а місцевість Kleinwalsertal на південному заході — Австрії. Чітких географічних меж регіон не має.

## Опис
Алльгой вирізняється мальовничими краєвидами і є популярним місцем відпочинку. В регіоні багато лісів і пасовищ. Основні заняття місцевих мешканців — лісівництво, землеробство і скотарство. Розвинені текстильна промисловість і молочне тваринництво. Альгой — найбільший в Німеччині постачальник вершкового масла, згущеного молока і особливо сиру.

## Міста
- Ванген-в-Алльгої
- Лойткірх-в-Алльгої

## Галерея

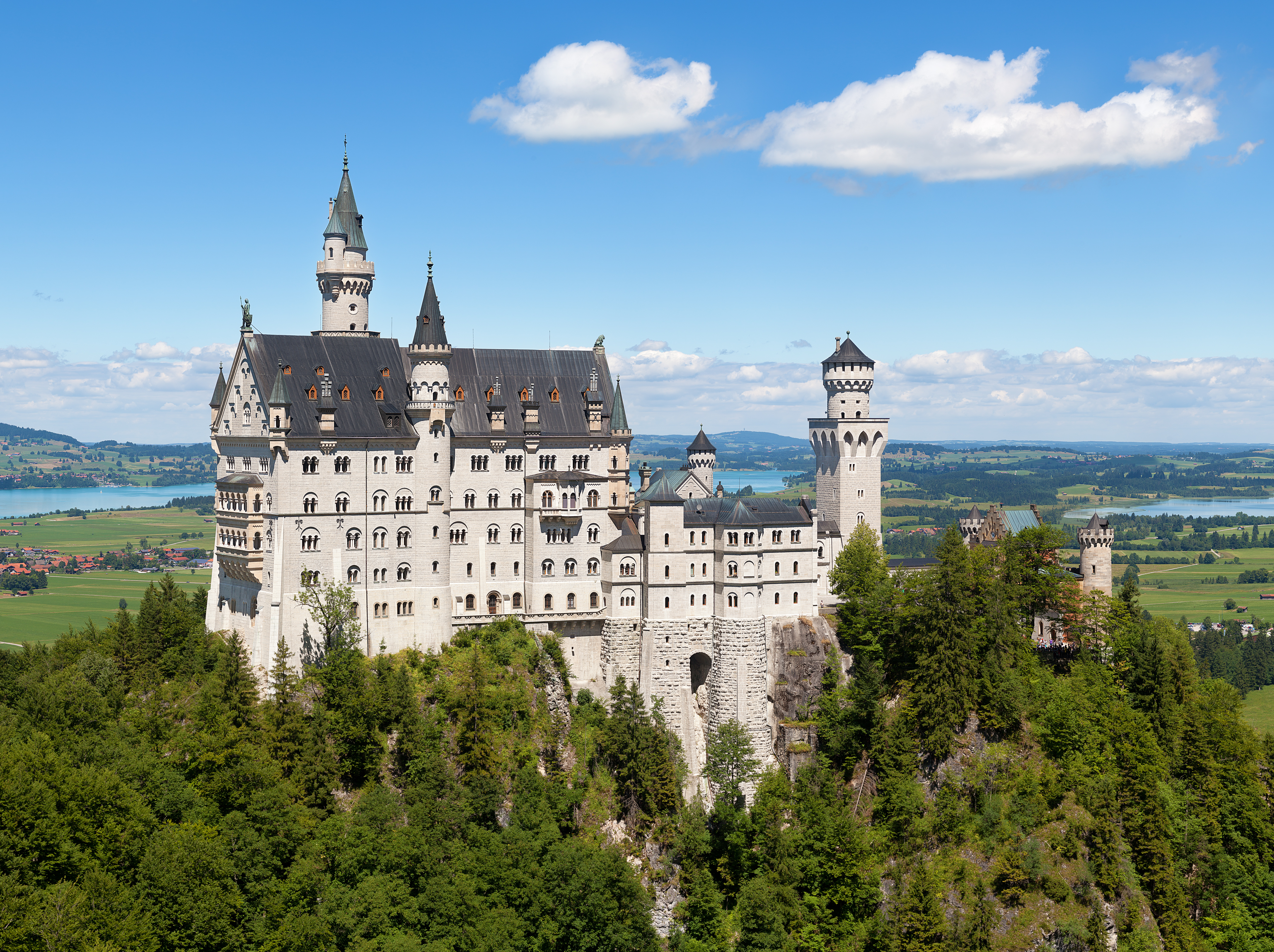
Замок Нойшванштайн
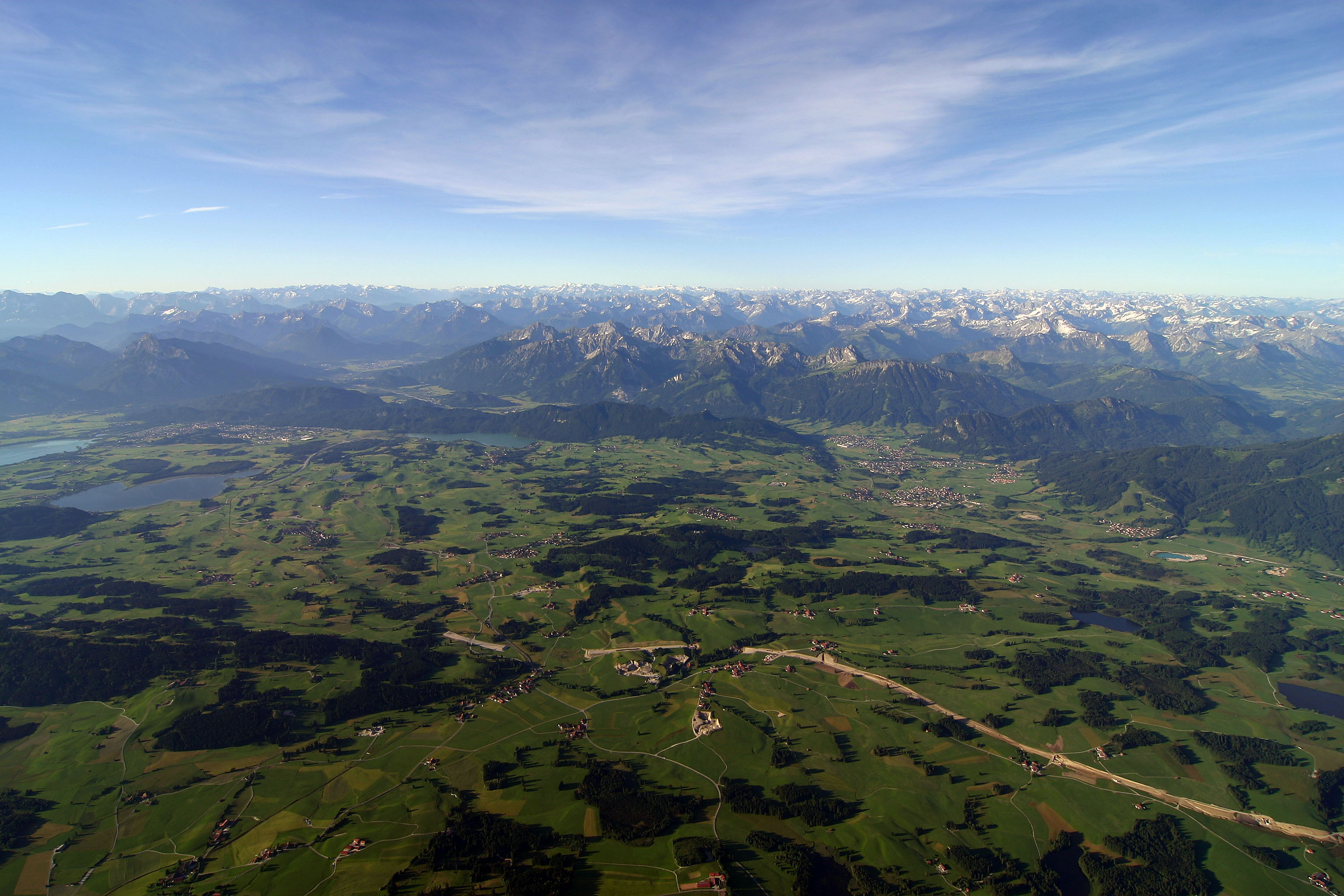
Вид з повітряної кулі
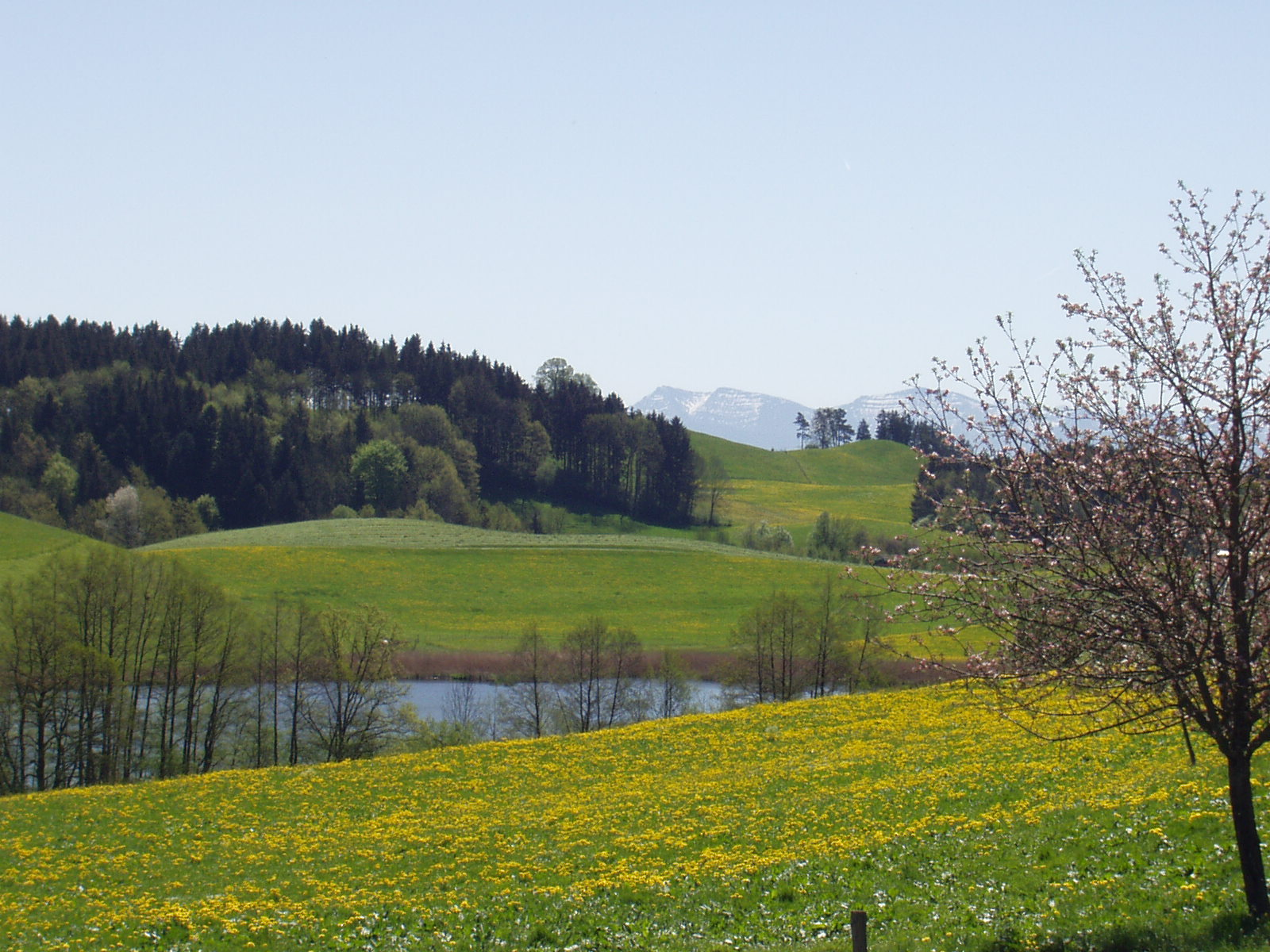
Типовий пейзаж Альгоя

## Джерело
- Modernes Jugendlexikon in Farbe, 1974. — ISBN 3-570-06291-0
- Franz Ludwig Baumann: Geschichte des Allgäus, 3 Bände. Kempten (Allgäu) 1883 ff., Neudruck Aalen 1971 f. (4. Band: Das 19. Jahrhundert von Josef Rottenkolber, Kempten (Allgäu) 1938, Neudruck Aalen 1973)
- Franz X. Bogner: Allgäu und Iller aus der Luft. Theiss-Verlag 2009. ISBN 978-3-8062-2236-4.
- Ulrich Crämer: Das Allgäu — Werden und Wesen eines Landschaftsbegriffs, Forschungen zur Deutschen Landeskunde. Verlag der Bundesanstalt für Landeskunde, Remagen 1954.
- Lydia L. Dewiel: Das Allgäu: Städte, Klöster und Wallfahrtskirchen zwischen Bodensee und Lech, DuMont, Köln 1985.
- Alfred Weitnauer: Allgäuer Chronik, 3 Textbände und 1 Bildband, Verlag für Heimatpflege, Kempten (Allgäu) 1964—1972